# Květov
Květov là một làng thuộc huyện Písek, vùng Jihočeský, Cộng hòa Séc.